# 克雷魯克河
克雷魯克河是俄羅斯的河流，位於堪察加半島，河道全長約55公里，流域面積344平方公里，河水主要來自融雪和雨水，最終注入堪察加河，是鮭魚的產卵地。